# Regīna Ezera
Regīna Ezera (Riga, 20 dicembre 1930 – Ķegums, 11 giugno 2002) è stata una scrittrice lettone.

## Biografia
Nacque a Riga come Regīna Šamreto, figlia di un carpentiere e di un'infermiera di origini polacche. Di famiglia cattolica, non parlò lettone fino a sei anni, con l'ingresso a scuola.
Nel 1944, la famiglia fu deportata nella Germania nazista, ma fece ritorno in patria l'anno successivo. Dopo il diploma di scuola superiore, studiò giornalismo all'Università della Lettonia, laureandosi nel 1955. Nel medesimo anno, la sua novella Pat īkšķis nelīdzēja (Nemmeno il pollice fu d'aiuto) fu pubblicata sulla rivista per ragazzi Bērnība sotto lo pseudonimo di Regīna Ezera (da ezer, ossia "lago", in riferimento all'amore per la natura e ai momenti felici dell'infanzia). Sposata due volte, fu madre di tre figlie, Inese (1951), Ilze (1955) e Aija (coniugata Vālodze, anch'ella scrittrice, 1957).
Dopo un periodo come giornalista per la testata Pionieris e il già citato Bērnība, nel 1961 Ezera pubblicò la sua prima raccolta di racconti, Un ceļš vēl kūp (La polvere non si è ancora posata sulla strada), incentrata sulle esperienze vissute durante la guerra. Sempre nel 1961 apparve il suo primo romanzo Zem pavasara debesīm (Sotto il cielo di primavera). Nel corso della sua carriera scrisse oltre venti romanzi, fra cui Aka (Il pozzo, 1972), pubblicato in Italia nel 2019 per i tipi di Iperborea.
Attiva nel Partito Comunista di Lettonia, negli anni Ottanta rappresentò il suo Paese nell'Unione degli Scrittori Sovietici. Nel 1988 aderì al movimento per l'indipendenza lettone, obiettivo raggiunto nel 1990. Benché insignita dell'Ordine delle Tre stelle nel 1995, visse gli ultimi anni in povertà, soffrendo di vari problemi di salute, fra cui la depressione.
Regīna Ezera si spense nella sua casa di campagna a Ķegums (dove viveva dal 1978, con i suoi adorati cani) l'11 giugno 2002.

## Opere in traduzione italiana
- Il pozzo, Iperborea, Milano, 2019 - ISBN 9788870916102 (Aka, 1972; trad. Margherita Carbonaro)